# 1557 en France
Chronologie de la France
- 1553
- 1554
- 1555
- 1556
- 1557
- 1558
- 1559
- 1560
- 1561

## Événements
- 31 janvier : rupture de la trêve de Vaucelles. Reprise des hostilités entre l’Espagne et la France[1].
- Février : Henri II de France demande au pape Paul IV d’établir l’Inquisition en France pour lutter contre les progrès de la Réforme ; le Parlement de Paris s’y oppose[2].

- 5 avril : début de la construction du fort du mont Alban (fin en 1560)[3]. Début de la réfection des fortifications de Nice et de Villefranche-sur-Mer.

- 24 juillet : édit de Compiègne (peine de mort pour les hérétiques)[4].
- 10 août : bataille de Saint-Quentin. Victoire des Espagnols de Emmanuel-Philibert de Savoie sur le connétable de Montmorency[5]. Saint Quentin passe aux Espagnols.
- 4 septembre : affaire de la rue Saint-Jacques à Paris : des femmes arrêtées au cours d’un conventicule calviniste sont traitées de « putains » par la foule catholique. Des coups sont échangés. Des protestants sont livrés à la justice et exécutés[6].
- 9 septembre : crue du Rhône à Avignon[7].
- 6 octobre : François de Guise devient lieutenant général du royaume[8]

## Naissances en 1557
- x

## Décès en 1557
- x